# Ngưng kết (chuyển pha)

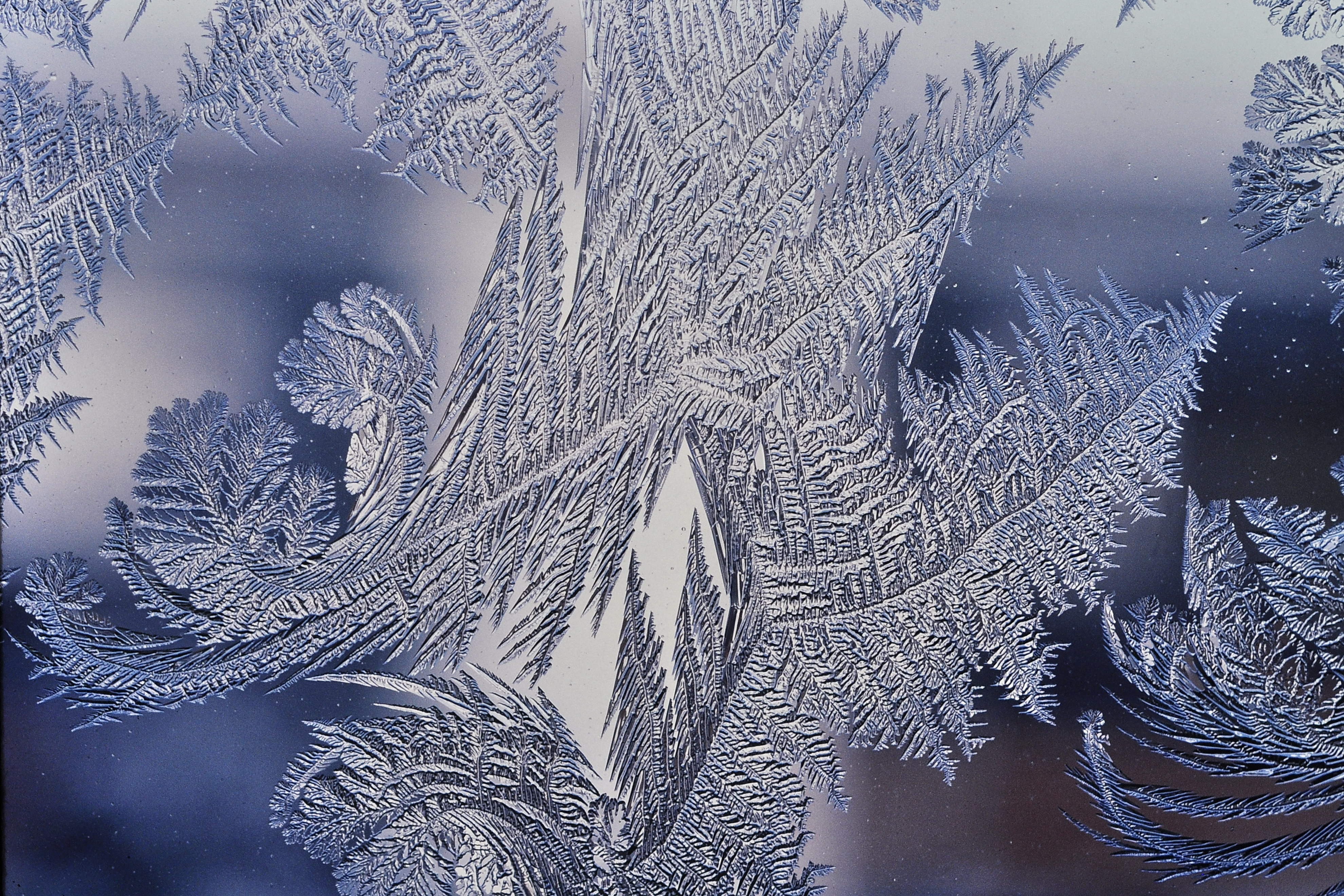
Hơi nước từ không khí ẩm mùa đông ngưng kết trực tiếp sang dạng rắn, tạo thành sương giá tinh thể trên cửa sổ, mà hoàn toàn không chuyển sang thể lỏng trong quá trình đó.

Ngưng kết hay kết tụ (deposition) là sự chuyển pha trong đó chất khí chuyển trực tiếp sang thể rắn mà không cần qua thể lỏng. Ngưng kết là một quá trình nhiệt động lực. Quá trình ngược lại với ngưng kết gọi là thăng hoa.

## Ứng dụng

### Ví dụ
Một ví dụ của sự ngưng kết đó là quá trình mà không khí hay hơi nước dưới điểm đóng băng chuyển trực tiếp thành băng mà không qua thể lỏng trung gian . Đây là cách sương muối và sương giá hình thành trên mặt đất. Khi hơi nước ngưng kết thành các tinh thể băng lơ lửng trong không khí, ta có bụi kim cương. Một ví dụ khác là khi sương muối hình thành trên một chiếc lá. Để ngưng kết xảy ra, nhiệt năng phải bị lấy đi từ chất khí. Khi không khí trở nên đủ lạnh, hơi nước trong không khí xung quanh chiếc lá mất đủ nhiệt lượng để chuyển thành chất rắn. Mặc dù nhiệt độ không khí có thể ở dưới điểm sương, hơi nước có thể không thể tự nó ngưng tụ nếu không có cách nào để bớt đi ẩn nhiệt. Khi gặp chiếc lá, hơi nước siêu lạnh lập tức bắt đầu ngưng tụ, nhưng lúc này đã qua điểm đóng băng. Điều này khiến cho hơi nước chuyển trực tiếp sang trạng thái rắn.
Một ví dụ khác là bồ hóng bị kết tủa trên vách của các ống khói. Phân tử bồ hóng bay lên từ ngọn lửa trong trạng thái khí nóng. Khi chúng tiếp xúc với các vách tường thì sẽ nguội đi và chuyển sang trạng thái rắn, mà không có trạng thái lỏng hình thành. Quá trình này được ứng dụng trong công nghiệp, gọi là ngưng kết hơi hóa học cháy.
Ngưng kết tỏa ra năng lượng và là một quá trình chuyển pha tỏa nhiệt, tương tự đông đặc. Trong quá trình ngưng kết, các chất tỏa ra nhiệt thăng hoa, bằng tổng của nhiệt hóa hơi và nhiệt nóng chảy.

### Ứng dụng công nghiệp
Có một quá trình sơn phủ trong công nghiệp, được gọi là kết tụ hóa hơi (evaporative deposition), trong đó một vật liệu rắn được nung nóng trong một buồng áp suất thấp, phân tử khí di chuyển quanh không gian buồng và sau đó ngưng kết trên một bề mặt đích, tạo thành một lớp mỏng và trơn trên bề mặt đích. Trong quá trình này, các phân tử khí cũng không qua trạng thái lỏng trung gian khi chuyển từ thể khí sang thể rắn. Ngoài ra, ngưng kết hơi vật lý (physical vapor deposition) là một lớp các quá trình được sử dụng để kết tụ một màng mỏng của các loại vật liệu khác nhau lên trên nhiều loại bề mặt.